# Championnat du Japon de rugby à XV
 (février 2013).
Si vous disposez d'ouvrages ou d'articles de référence ou si vous connaissez des sites web de qualité traitant du thème abordé ici, merci de compléter l'article en donnant les références utiles à sa vérifiabilité et en les liant à la section « Notes et références ».
Le championnat du Japon de rugby à XV est un championnat professionnel ouvert aux meilleurs clubs du rugby à XV japonais. Le tenant du titre est les Toshiba Brave Lupus.

## Historique
Le rugby japonais est historiquement né dans les universités au tournant du XXe siècle. Certaines entreprises créent leur propre club dans les années 1920, comme Kobe Steel en 1928 et Kintetsu Liners en 1929, mais ce rugby ne se développe vraiment qu'après la Seconde Guerre mondiale. Le tournoi national des sociétés est fondé en 1954. En 1961, un tournoi opposant les meilleures sociétés et les meilleures universités est lancé (il prend le nom de All Japan Rugby Football Championship en 1964) et en 1965, les universités créent leur propre compétition également. Mais l'amateurisme prévaut et le niveau ne monte guère.
Les humiliations subies par l'équipe nationale lors de la Coupe du monde 1995 en Afrique du Sud, dont le célèbre 145-17 face aux All Blacks, incitent le rugby japonais à prendre la voie du professionnalisme. C'est Hiroaki Shukuzawa, ancien sélectionneur des Cherry Blossoms (1989-1991), qui est chargé de mettre sur pied une compétition de bonne qualité qui puisse un jour être 100 % professionnelle. Ainsi, en 2003, est créée la Top League, premier championnat, d'abord semi-professionnel, du Japon avec 12 clubs. Ces clubs provenaient tous du rugby corporatif qui disputaient le tournoi national des sociétés. Ce n'est pas une ligue fermée; sa formule comprend un système de descentes et de montées avec trois ligues régionales (Ouest, Est et Kyushu) qui constituent la deuxième division. Le championnat se joue sur une période de trois à quatre mois. Le nombre de joueurs étrangers est sévèrement limité (deux par club) mais les forts salaires sont attractifs et de nombreux grands joueurs venus surtout d'Afrique du Sud, d'Australie et de Nouvelle-Zélande ont déjà joué une ou plusieurs saisons dans la Top League (voir liste plus bas).
Dans le cadre de l'instauration de la Pro League en 2022, la Fédération japonaise de rugby, titulaire légal des statuts régissant le championnat national, délègue ses droits d'exploitation de ce dernier à la Japan Rugby Top League, organisme qui sera chargé de l'organisation de cette nouvelle formule.

## Période Top League

### Saison inaugurale
Les 12 clubs semi-professionnels ayant joué la première saison de Top League (2003-04) provenaient du championnat corporatif, appelé tournoi national des sociétés, et ont tous changé de nom pour des raisons de visibilité commerciale :
- Fukuoka Sanix devient Fukuoka Sanix Bombs (puis Fukuoka Sanix Blues en 2005 et Munakata Sanix Blues en 2014)
- Kintetsu devient Kintetsu Liners
- Kobe Steel devient Kobelco Steelers
- Kubota devient Kubota Spears
- NEC (Nippon Electronic Company) devient NEC Green Rockets
- Ricoh devient Ricoh Black Rams
- Sanyo devient Sanyo Wild Knights (puis Panasonic Wild Knights en 2012 après la vente du club)
- Secom devient Seccom Rugguts
- Suntory devient Suntory Sungoliath
- Toshiba Fuchu devient Toshiba Brave Lupus
- Yamaha Motor devient Yamaha Jubilo
- World Co. devient World Fighting Bull (club disparu en 2009)

### Historique du format
- 2004-2006 : pendant les trois premières saisons, le championnat est disputé en matches aller uniquement entre les douze équipes. Le premier du classement est sacré champion. Les huit premiers disputent une compétition supplémentaire, la Microsoft Cup, par élimination directe. Les deux derniers sont remplacés par les deux meilleures équipes des trois ligues régionales composant la deuxième division (Top ligue Ouest A, Top Ligue Est A et Top Ligue Kyushu A). Les neuvième et dixième passent aussi par des barrages contre les troisième et quatrième de deuxième division. Avec l'expansion à 14 clubs annoncé pour l'année suivante, les barrages de la saison 2004-05 opposent 4 équipes de Top League (9e à 12e) aux clubs de deuxième division. Au cours de ces trois saisons, aucune équipe de D2 n'a réussi à battre une équipe de Top League en barrage.
- 2006-2013 : le nombre d'équipes passe à 14. Les quatre premiers de la saison régulière se qualifient pour la Microsoft Cup (Lixil Cup désormais), qui deviendra officiellement la phase finale du championnat sous ce nom jusqu'en 2009. Le vainqueur est sacré champion. Les deux derniers sont relégués. Les 11e et 12e disputent des barrages contre des clubs de D2. Seul Toyota Industries Shuttles en 2012-13 monte au terme d'un match de barrage.
- 2013-2015 : le nombre d'équipes passe à 16, réparties en deux poules de huit. Après une phase régulière en matches allers simples (7 rencontres), les quatre premiers des deux groupes se rencontrent dans une poule unique. Les quatre premiers se qualifient pour les demi-finales. Les équipes classées de 5 à 8 disputent un tournoi de maintien : le dernier est relégué et remplacé par le vainqueur de la Division 2, les équipes classées 5e, 6e et 7e disputent chacune un barrage contre les équipes classées respectivement 4e, 3e et 2e des ligues régionales.
- 2016 : Après une phase régulière en matches allers simples (7 rencontres), les quatre premiers des deux groupes se rencontrent dans des matchs à élimination directe (le 1re de la poule A rencontre le 4e de la poule B et ainsi de suite). Les quatre derniers de chaque poule dispute des matchs de classement. Les clubs classés de 13e, 14e, 15e et 16e disputent chacun un match de maintien contre les équipes classées respectivement 4e, 3e, 2e et 1e du Top Challenge.
- 2017 : Le championnat est disputé en matches aller uniquement entre les seize équipes. Le premier du classement est sacré champion. Le dernier est automatiquement relégué en Top Challenge. Les clubs classés de 13e, 14e et 15e disputent chacun un match de maintien contre les équipes classées respectivement 4e, 3e et 2e du Top Challenge.

## Période Japan Rugby League One

### Lancement
En janvier 2021, la fédération japonaise détaille le plan d'action pour le développement de sa nouvelle ligue professionnelle. 25 clubs seront affiliés à cette ligue professionnelle, répartis en 3 niveaux. La première division s'articulera autour de 12 clubs, répartis en deux poules. La deuxième division sera quant à elle composée de 7 clubs professionnels, répartis dans une poule unique. Enfin la troisième division sera composée de 6 clubs, toujours sur le modèle corporatif pour ses débuts. Cette troisième division étant appelée à s'agrandir par la suite. Il n'y a finalement que 24 clubs affiliés pour la première année, suit au retrait des Coca Cola Red Sparks.
La ligue prévoit de se professionnaliser en trois grandes étapes. Dans un premier temps, de 2022 à 2024, les clubs devront se structurer, et se développer commercialement. Des équipes corporatives pourront encore être acceptées dans les deux premières divisions. Dans un second (2025-2028), les effectifs devront être intégralement professionnels dans les deux premières divisions. Enfin, à partir de 2029, les équipes devront toutes avoir un stade unique, d'une capacité minimale de 15 000 places. Entre chaque étape, la ligue se laisse la possibilité de modifier le format de la compétition, d'accueillir plus ou moins d'équipe selon les niveaux.
La ligue stipule plusieurs conditions pour les clubs souhaitant s'y affilier pendant la première phase  :
- Avoir une fonction commerciale au sein de l'organigramme de l'équipe, de même qu'un secrétariat, qu'un service financier, relation publique, marketing.
- Posséder le nom de la ville ou de la région dans le nom du club (le naming restant autorisé).
- Se fixer dans une zone restreinte dans laquelle tous les matchs à domicile de l'équipe se dérouleront (plusieurs stades sont autorisés pour accueillir l'équipe).
- S'équiper d'un stade d'une capacité minimale de 15 000 places à l'horizon 2023.

En juillet 2021, la ligue dévoile le nom de ses nouvelles compétitions : Japan Rugby League One. Les équipes sont réparties en trois divisions, appelées Division 1, 2 et 3. 
| Club                              | Ville, région    |
| --------------------------------- | ---------------- |
| Black Rams Tokyo                  | Tokyo, Kantō     |
| Green Rockets Tokatsu             | Kashiwa, Kantō   |
| Kobelco Kobe Steelers             | Kobe, Kansai     |
| Kubota Spears Funabashi Tokyo-Bay | Funabashi, Kantō |
| NTT-Docomo Red Hurricanes Osaka   | Osaka, Kansai    |
| Saitama Wild Knights              | Saitama, Kantō   |
| Shining Arcs Tokyo-Bay Urayasu    | Urayasu, Kantō   |
| Shizuoka Blue Revs                | Shizuoka, Chūbu  |
| Tokyo Sungoliath                  | Tokyo, Kantō     |
| Toshiba Brave Lupus Tokyo         | Tokyo, Kantō     |
| Toyota Verblitz                   | Toyota, Tokai    |
| Yokohama Canon Eagles             | Yokohama, Kantō  |

| Club                            | Ville, région        |
| ------------------------------- | -------------------- |
| Hanazono Kintetsu Liners        | Higashiōsaka, Kansai |
| Hino Red Dolphins               | Hino, Kantō          |
| Mie Honda Heat                  | Suzuka, Tōkai        |
| Kamaishi Seawaves               | Kamaishi, Tōhoku     |
| Mitsubishi Sagamihara Dynaboars | Sagamihara, Kantō    |
| Skyactivs Hiroshima             | Hiroshima, Chūgoku   |

| Club                       | Ville, région      |
| -------------------------- | ------------------ |
| Chugoku Red Regulions      | Hiroshima, Chūgoku |
| Kurita Water Gush Akishima | Akishima, Kantō    |
| Kyuden Voltex              | Fukuoka, Kyūshū    |
| Munakata Sanix Blues       | Munakata, Kyūshū   |
| Shimizu Koto Blue Sharks   | Shizuoka, Chūbu    |
| Toyota Industries Shuttles | Kariya, Chūbu      |

## Clubs ayant disputé la Top League (saison 2018-19 incluse)
| Club                         | Nombre de saisons | Première saison | Dernière saison |
| ---------------------------- | ----------------- | --------------- | --------------- |
| NTT Shining Arcs             | 9                 | 2010-2011       | 2018-2019       |
| Yokogawa Musashino Atlastars | 1                 | 2008-2009       | 2008-2009       |
| IBM Big Blue                 | 4                 | 2004-2005       | 2008-2009       |
| Munakata/Fukuoka Sanix Blues | 13                | 2003-2004       | 2018-2019       |
| World Fighting Bull          | 4                 | 2003-2004       | 2006-2007       |
| Mitsubishi Dynaboars         | 1                 | 2007-2008       | 2007-2008       |
| Canon Eagles                 | 7                 | 2012-2013       | 2018-2019       |
| NEC Green Rockets            | 16                | 2003-2004       | 2018-2019       |
| Honda Heat                   | 5                 | 2009-2010       | 2018-2019       |
| NTT Docomo Red Hurricanes    | 6                 | 2011-2012       | 2017-2018       |
| Yamaha Jubilo                | 16                | 2003-2004       | 2018-2019       |
| Wild Knights                 | 16                | 2003-2004       | 2018-2019       |
| Kintetsu Liners              | 12                | 2003-2004       | 2017-2018       |
| Toshiba Brave Lupus          | 16                | 2003-2004       | 2018-2019       |
| Hino Red Dolphin             | 1                 | 2018-2019       | 2018-2019       |
| Coca Cola Red Sparks         | 12                | 2006-2007       | 2018-2019       |
| Secom Rugguts                | 3                 | 2003-2004       | 2006-2007       |
| Toyota Industries Shuttles   | 7                 | 2010-2011       | 2018-2019       |
| Kubota Spears                | 14                | 2003-2004       | 2018-2019       |
| Kobelco Steelers             | 16                | 2003-2004       | 2018-2019       |
| Suntory Sungoliath           | 16                | 2003-2004       | 2018-2019       |
| Toyota Verblitz              | 15                | 2004-2005       | 2018-2019       |
| Kyuden Voltex                | 5                 | 2007-2008       | 2013-2014       |

## Palmarès
| Année     | Lieu                                                                       | Vainqueur                                                                  | Score                                                                      | Finaliste                                                                  |
| --------- | -------------------------------------------------------------------------- | -------------------------------------------------------------------------- | -------------------------------------------------------------------------- | -------------------------------------------------------------------------- |
| 2003-2004 | -                                                                          | Steelers                                                                   | Round-robin                                                                | -                                                                          |
| 2004-2005 | -                                                                          | Brave Lupus                                                                | Round-robin                                                                | -                                                                          |
| 2005-2006 | -                                                                          | Brave Lupus                                                                | Round-robin                                                                | -                                                                          |
| 2006-2007 | -                                                                          | Brave Lupus                                                                | 14 - 13                                                                    | Sungoliath                                                                 |
| 2007-2008 | -                                                                          | Sungoliath                                                                 | 14 - 10                                                                    | Wild Knights                                                               |
| 2008-2009 | -                                                                          | Brave Lupus                                                                | 17 - 6                                                                     | Wild Knights                                                               |
| 2009-2010 | -                                                                          | Brave Lupus                                                                | 6 - 0                                                                      | Wild Knights                                                               |
| 2010-2011 | Chichibunomiya Stadium, Tokyo                                              | Wild Knights                                                               | 28 - 23                                                                    | Suntory Sungoliath                                                         |
| 2011-2012 | Chichibunomiya Stadium, Tokyo                                              | Sungoliath                                                                 | 47 - 28                                                                    | Wild Knights                                                               |
| 2012-2013 | Chichibunomiya Stadium, Tokyo                                              | Sungoliath                                                                 | 19 - 3                                                                     | Brave Lupus                                                                |
| 2013-2014 | Chichibunomiya Stadium, Tokyo                                              | Wild Knights                                                               | 45 - 22                                                                    | Sungoliath                                                                 |
| 2014-2015 | Chichibunomiya Stadium, Tokyo                                              | Wild Knights                                                               | 30 - 12                                                                    | Júbilo                                                                     |
| 2015-2016 | Chichibunomiya Stadium, Tokyo                                              | Wild Knights                                                               | 27 - 26                                                                    | Brave Lupus                                                                |
| 2016-2017 | -                                                                          | Sungoliath                                                                 | Round-robin                                                                | -                                                                          |
| 2017-2018 | Chichibunomiya Stadium, Tokyo                                              | Sungoliath                                                                 | 12 - 8                                                                     | Wild Knights                                                               |
| 2018      | Chichibunomiya Stadium, Tokyo                                              | Kobelco Steelers                                                           | 55 - 5                                                                     | Sungoliath                                                                 |
| 2020      | La fin de saison est annulée en raison de la pandémie de Covid-19 au Japon | La fin de saison est annulée en raison de la pandémie de Covid-19 au Japon | La fin de saison est annulée en raison de la pandémie de Covid-19 au Japon | La fin de saison est annulée en raison de la pandémie de Covid-19 au Japon |
| 2021      | Chichibunomiya Stadium, Tokyo                                              | Wild Knights                                                               | 31 - 26                                                                    | Sungoliath                                                                 |
| 2022      | Chichibunomiya Stadium, Tokyo                                              | Wild Knights                                                               | 18 - 12                                                                    | Sungoliath                                                                 |
| 2022-2023 | Chichibunomiya Stadium, Tokyo                                              | Kubota Spears                                                              | 17 - 15                                                                    | Wild Knights                                                               |
| 2023-2024 | Stade national, Tokyo                                                      | Brave Lupus                                                                | 24 - 20                                                                    | Wild Knights                                                               |
| 2024-2025 | Stade national, Tokyo                                                      | Brave Lupus                                                                | 18 - 13                                                                    | Kubota Spears                                                              |

## Bilan
| Club                        | Titre(s) | Premier(s) - Dernier(s) |
| --------------------------- | -------- | ----------------------- |
| Wild Knights                | 6        | 2011-2022               |
| Toshiba Brave Lupus         | 7        | 2005-2025               |
| Suntory Sungoliath          | 5        | 2008-2018               |
| Kobe Steel Kobelco Steelers | 2        | 2004-2019               |
| Kubota Spears               | 1        | 2023-2023               |

## Joueurs célèbres du championnat

### Avant 2011
- Thinus Delport (Kobe Steel Kobelco Steelers) - 18 sélections
- Jaco van der Westhuyzen (NEC Green Rockets) - 32 sélections
- George Gregan (Suntory Sungoliath) - 139 sélections
- Stephen Larkham (Ricoh Black Rams) - 102 sélections
- Nathan Grey (Kyuden Voltex) - 35 sélections
- Toutai Kefu (Kobuta Spears) - 60 sélections
- Kele Leawere (Hino Motors) - 25 sélections /  Pacific Islanders 2 sélections
- Daisuke Ohata (Kobe Steel Kobelco Steelers) - 59 sélections, 70 essais
- Hirotoki Onozowa (Suntory Sungoliath) - 52 sélections, 38 essais
- Reuben Thorne (Yamaha Jubilo) - 50 sélections
- Mose Tuiali'i (Yamaha Jubilo) - 9 sélections
- Leon MacDonald (Yamaha Jubilo) - 56 sélections
- Tony Brown (Panasonic Wild Knights) - 18 sélections
- Caleb Ralph (Fukuoka Sanix Blues) - 14 sélections
- Tusi Pisi (Suntory Sungoliath) -   Pacific Islanders 3 sélections
- Semo Sititi (NTT Docomo Rugby) - 63 sélections /  Pacific Islanders 4 sélections
- Hale T-Pole (Suntory Sungoliath) - 14 sélections /  Pacific Islanders 5 sélections
- Sione Tuipulotu (Yokogawa Atlastars) - 30 sélections
- Lelea Paea (Coca-Cola Red Sparks) - Tonga XIII
- Fraser Anderson (Kobe Steel Kobelco Steelers) - Tonga XIII
- Todd Clever (Suntory Sungoliath) – 37 sélections

### Depuis 2011
- Jerry Collins (Yamaha Júbilo) 48 sélections
- Mils Muliaina (NTT-Docomo Red Hurricanes) 100 sélections
- Sonny Bill Williams (Sanyo Wild Knights) 18 sélections
- Ma'a Nonu (Ricoh Black Rams) 66 sélections
- Riki Flutey (Ricoh Black Rams) 14 sélections
- James Haskell (Ricoh Black Rams) 47 sélections
- Shane Williams (Ricoh Black Rams) 87 sélections
- Wynand Olivier (Ricoh Black Rams) 37 sélections
- Danie Rossouw (Suntory Sungoliath) 62 sélections
- Fourie du Preez (Suntory Sungoliath) 62 sélections
- Francois Louw (Kintetsu Liners) 41 sélections
- George Smith (Suntory Sungoliath) 107 sélections
- Sireli Bobo  (NTT Docomo Red Hurricanes) 10 sélections /  Pacific Islanders 3 sélections
- Matt Giteau (Suntory Sungoliath) 103 sélections
- Dan Carter (Kobelco Steelers) 112 sélections
- Beauden Barrett (Suntory Sungoliath) 83 sélections